# 438 (číslo)
Čtyři sta třicet osm je přirozené číslo. Následuje po číslu čtyři sta třicet sedm a předchází číslu čtyři sta třicet devět. Římskými číslicemi se zapisuje CDXXXVIII a řeckými číslicemi υλη.

## Matematika
438 je:
- Abundantní číslo
- Složené číslo
- Nešťastné číslo

## Astronomie
- (438) Zeuxo je planetka hlavního pásu, kterou objevil v roce 1898 Auguste Charlois

## Ostatní
- 438 je někdy také pokládáno za číslo šelmy, jelikož se v osmičkové soustavě vyjádří jako 666

## Roky
- 438
- 438 př. n. l.